# Consistórios de Leão XIII
Papa Leão XIII (r. 1878–1903) criou 147 cardeais em 23 consistórios.

## 12 de maio de 1879
1. Friedrich Egon von Fürstenberg (1813–1892), arcebispo de Olomouc
2. Florian-Jules-Félix Desprez (1807–1895), arcebispo de Toulouse
3. Lajos Haynald (1816–1891), arcebispo de Kalocsa-Kecskemét
4. Louis-Édouard-François-Desiré Pie (1815–1880), bispo de Poitiers
5. Américo Ferreira dos Santos Silva (1829–1899), bispo do Porto
6. Gaetano Alimonda (1818–1891), bispo de Albenga
7. Giuseppe Pecci (1807–1890), S.J. (1807-1890), presbítero da Companhia de Jesus
8. John Henry Newman, C.O. (1801–1890), presbítero da Congregação do Oratório
9. Joseph Hergenröther (1824–1890), presbítero de Würzburg
10. Tommaso Maria Zigliara, O.P. (1833–1893), presbítero da Ordem dos Pregadores

## 19 de setembro de 1879
1. Pier Francesco Meglia (1810–1883), núncio apostólico na França
2. Giacomo Cattani (1823–1887), núncio apostólico na Espanha
3. Luigi Jacobini (1832–1887), núncio apostólico na Áustria
4. Domenico Sanguigni (1809–1882), núncio apostólico em Portugal

## 13 de dezembro de 1880
1. Andon Bedros IX Hassoun (1809–1884), Patriarca católico armênio da Cilícia;

### In Pectore
1. Carlo Laurenzi (1821–1893),  bispo auxiliar de Perugia, seu nome foi revelado no segundo consistório de 1884;
2. Francesco Ricci Paracciani (1830–1894), prefeito do Palácio apostólico, seu nome foi revelado no primeiro consistório de 1882;
3. Pietro Lasagni (1814–1885), secretário da S.C. Consistorial,  seu nome foi revelado no primeiro consistório de 1882.

## 27 de março de 1882
1. Domenico Agostini (1825–1891), patriarca de Veneza;
2. Charles Lavigerie, M.Afr.  (1825–1892), arcebispo de Argel;
3. Joaquín Lluch y Garriga, O.C.D. (1816–1882), arcebispo de Sevilha;
4. Edward MacCabe (1816–1885), arcebispo de Dublin;
5. Angelo Maria Jacobini (1825–1886), conselheiro do Santo Ofício;

### RevelaçãoIn pecture
1. Francesco Ricci Paracciani (1830–1894), prefeito do Palácio apostólico, in pectore em 1880;
2. Pietro Lasagni (1814–1885), secretário da S.C. Consistorial, in pectore em 1880.

## 25 de setembro de 1882
1. Angelo Bianchi (1817–1897), núncio apostólico na Espanha;
2. Włodzimierz Czacki (1834–1888), núncio apostólico na França.

## 24 de março de 1884
1. José Sebastião de Almeida Neto, O.F.M. (1841–1920), patriarca de Lisboa;
2. Guglielmo Sanfelice d'Acquavella, O.S.B. (1834–1897), arcebispo de Nápoles.

## 10 de novembro de 1884
1. Michelangelo Celesia, O.S.B. (1814–1904), arcebispo de Palermo;
2. Antolín Monescillo y Viso (1811–1897), arcebispo de Valência;
3. Guglielmo Massaia, O.F.M.Cap. (1809–1889), arcebispo de Estaurópolis;
4. Cölestin Josef Ganglbauer, O.S.B. (1817–1889), arcebispo de Viena;
5. Zeferino González y Díaz Tuñón, O.P. (1831–1894), arcebispo de Toledo;
6. Carmine Gori-Merosi (1810–1886), secretário da Sagrada Congregação Consistorial;
7. Ignazio Masotti (1817–1888), secretário da Sagrada Congregação dos Bispos e Regulares;
8. Isidoro Verga (1832–1899), consultor da Sagrada Congregação de Propaganda Fide;

### RevelaçãoIn pecture
1. Carlo Laurenzi (1821–1893), bispo auxiliar de Perugia, in pectore em 1880.

## 27 de julho de 1885
1. Paul Melchers, S.J. (1813–1895), arcebispo de Colônia;
2. Alfonso Capecelatro, C.O. (1824–1912), arcebispo de Cápua;
3. Francesco Battaglini (1823–1892), arcebispo de Bolonha;
4. Patrick Francis Moran (1830–1911), arcebispo de Sydney;
5. Placido Maria Schiaffino, O.S.B. (1829–1889), secretário da Sagrada Congregação para os Bispos e Regulares;
6. Carlo Cristofori (1813–1891), auditor geral da Câmara Apostólica.

## 7 de junho de 1886
1. Victor-Félix Bernadou (1816–1891), arcebispo de Sens et Auxerre;
2. Elzéar-Alexandre Taschereau (1820–1898), arcebispo de Québec;
3. Benoit-Marie Langénieux (1824–1905), arcebispo de Reims;
4. James Gibbons (1834–1921), arcebispo de Baltimore;
5. Charles-Philippe Place (1814–1893), arcebispo de Rennes, Dol et Saint-Malo;
6. Augusto Theodoli (1819–1892), mestre da câmara da Corte papal;
7. Camillo Mazzella, S.J. (1833–1900), presbítero da Companhia de Jesus.

## 14 de março de 1887
1. Serafino Vannutelli (1834–1915), núncio apostólico na Áustria;
2. Gaetano Aloisi Masella (1826–1902), núncio apostólico em Portugal;
3. Luigi Giordani (1822–1893), arcebispo  de Ferrara;
4. Camillo Siciliano di Rende (1847–1897), arcebispo de Benevento;
5. Mariano Rampolla (1843–1913), núncio apostólico na Espanha.

## 23 de maio de 1887
1. Luigi Pallotti (1829–1890), auditor geral da Câmara Apostólica;
2. Agostino Bausa, O.P. (1821–1899), frade da Ordem dos Pregadores.

## 11 de fevereiro de 1889
1. Giuseppe Benedetto Dusmet, O.S.B. (1818–1894), arcebispo de Catânia;
2. Giuseppe d'Annibale (1815–1892),  prefeito da Sagrada Congregação de Indulgências e Sagradas Relíquias;
3. Luigi Macchi (1832–1907), referendário do Tribunal da Assinatura Apostólica da Graça.

## 24 de maio de 1889
1. François-Marie-Benjamin Richard (1819–1908), arcebispo de Paris;
2. Joseph-Alfred Foulon (1823–1893), arcebispo de Lyon-Vienne;
3. Aimé-Victor-François Guilbert (1812–1889), arcebispo de Bordeaux;
4. Pierre-Lambert Goossens (1827–1906), arcebispo de Malinas-Bruxelas;
5. Franziskus von Paula Schönborn (1844–1899), arcebispo de Praga;
6. Achille Apolloni (1823–1893), Vice-Camerlengo da Igreja Católica;
7. Gaetano De Ruggiero (1816–1896),  Prefeito de Economia da Congregação de Propaganda Fide.

## 30 de dezembro de 1889

### In Pectore
1. Vincenzo Vannutelli (1836–1930), núncio apostólico em Portugal, revelado em 1890.

## 23 de junho de 1890
1. Sebastiano Galeati (1822–1901), arcebispo de Ravena;
2. Gaspard Mermillod (1824–1892), bispo de Lausana;
3. Albin Dunajewski (1817–1894), príncipe-bispo de Cracóvia;

### RevelaçãoIn pecture
1. Vincenzo Vannutelli (1836–1930), núncio apostólico em Portugal, in pectore, revelado em 1889.

## 1 de junho de 1891
1. Luigi Rotelli (1833–1891), núncio apostólico na França;
2. Anton Josef Gruscha (1820–1911), arcebispo de Viena.

## 14 de dezembro de 1891
1. Fulco Luigi Ruffo-Scilla (1840–1895), camerlengo do Sacro Colégio dos Cardeais;
2. Luigi Sepiacci, O.E.S.A. (1835–1893), secretário da Sagrada Congregação para os Bispos e Regulares.

## 16 de janeiro de 1893
1. Giuseppe Guarino (1827–1897), arcebispo de Messina;
2. Mario Mocenni (1823–1904), substituto da Secretaria de Estado da Santa Sé;
3. Amilcare Malagola (1840–1895), arcebispo de Fermo;
4. Angelo Di Pietro (1828–1914), núncio apostólico na Espanha;
5. Benito Sanz y Forés (1828–1895), arcebispo de Sevilha;
6. Guillaume-René Meignan (1817–1896), arcebispo de Tours;
7. Léon-Benoit-Charles Thomas (1826–1894), arcebispo de Rouen;
8. Philipp Krementz (1819–1899), arcebispo de Colônia;
9. Ignazio Persico, O.F.M.Cap. (1823–1896), secretário da Congregação para a Evangelização dos Povos;
10. Luigi Galimberti (1835–1896), núncio apostólico na Áustria;
11. Michael Logue (1840–1924), arcebispo de Armagh;
12. Kolos Ferenc Vaszary, O.S.B. (1832–1915), arcebispo de Esztergom;
13. Herbert Vaughan (1832–1903), arcebispo de Westminster;
14. Georg von Kopp (1837–1914), arcebispo de Wrocław;

### In Pectore
1. Adolphe Perraud, C.O. (1828–1906), bispo de Autun, revelado em 1895;
2. Andreas Steinhuber, S.J. (1824–1907), presbítero da Companhia de Jesus, revelado em 1894.

## 12 de junho de 1893
1. Victor-Lucien-Sulpice Lécot (1831–1908), arcebispo de Bordeaux;
2. Giuseppe Maria Granniello, B. (1834–1896), secretário da Sagrada Congregação para os Bispos e Regulares;
3. Joseph-Christian-Ernest Bourret, C.O. (1827–1896), bispo de Rodez (-Vabres)
4. Lőrinc Schlauch (1824–1902), bispo de Gran Varadino;
5. Giuseppe Sarto (1835–1914) (Papa Pio X; 1903–1914), patriarca de veneza.

## 18 de maio de 1894
1. Egidio Mauri, O.P. (1828–1896), arcebispo de Ferrara.
2. Ciriaco María Sancha y Hervás (1833–1909), arcebispo de Toledo;
3. Domenico Svampa (1851–1907), bispo de Forlì-Bertinoro;
4. Andrea Carlo Ferrari (1850–1921), bispo de Como;
5. Francesco Segna (1836–1911), secretário da Congregação para Assuntos Eclesiásticos Extraordinários;

### RevelaçãoIn pectore
1. Andreas Steinhuber, S.J. (1824–1907), presbítero da Companhia de Jesus, in pectore de 1893.

## 29 de novembro de 1895
1. Sylvester Sembratovych (1836–1898), metropolita de Lviv;
2. Francesco Satolli (1839–1910), delegado apostólico nos Estados Unidos;
3. Johannes Evangelist Haller (1825–1900), arcebispo de Salzburg;
4. Antonio María Cascajares y Azara (1834–1901), arcebispo de Valhadolide;
5. Girolamo Maria Gotti, O.C.D. (1834–1916), núncio apostólico emérito no Brasil;
6. Jean-Pierre Boyer (1829–1896), arcebispo de Bourges;
7. Achille Manara (1827–1906), arcebispo de Ancona-Osimo;
8. Salvador Casañas y Pagés (1834–1908), bispo de Urgel;

### RevelaçãoIn pectore
1. Adolphe Perraud, C.O. (1828–1906), bispo de Autun  in pectore de 1893.

## 22 de junho de 1896
1. Domenico Jacobini (1837–1900), núncio apostólico em Portugal;
2. Antonio Agliardi (1832–1915), núncio apostólico na Áustria;
3. Domenico Ferrata (1847–1914), núncio apostólico na França;
4. Serafino Cretoni (1833–1909), núncio apostólico na Espanha.

## 30 de novembro de 1896
1. Raffaele Pierotti, O.P. (1836–1905), teólogo da Casa Pontifícia;
2. Giuseppe Antonio Ermenegildo Prisco (1833–1923), arcebispo de Nápoles.

## 19 de abril de 1897
1. José María Martín de Herrera y de la Iglesia (1835–1922), arcebispo de Santiago de Compostela;
2. Pierre-Hector Coullié (1829–1912), arcebispo de Lyon;
3. Guillaume-Marie-Joseph Labouré (1841–1906), arcebispo de Rennes;
4. Guillaume-Marie-Romain Sourrieu (1825–1899), arcebispo de Rouen.

## 19 de junho de 1899
1. Giovanni Battista Casali del Drago (1838–1908), patriarca latino de Constantinopla;
2. Francesco di Paola Cassetta (1841–1919), patriarca latino de Antioquia;
3. Gennaro Portanova (1845–1908), arcebispo de Reggio Calabria-Bova;
4. Giuseppe Francica-Nava de Bontifè (1846–1928), arcebispo de Catania;
5. Agostino Ciasca, O.E.S.A. (1835–1902), secretário da Congregação para a Evangelização dos Povos;
6. François-Désiré Mathieu (1839–1908), arcebispo de Toulouse;
7. Pietro Respighi (1843–1913), arcebispo de Ferrara;
8. Agostino Richelmy (1850–1923), arcebispo de Turim;
9. Jakob Missia (1838–1902), arcebispo de Görz e Gradisca;
10. Luigi Trombetta (1820–1900), Secretário da Sagrada Congregação de Bispos e Regulares;
11. José Calassanç Vives y Tuto, O.F.M.Cap. (1854–1913), frade da Ordem dos Frades Menores Capuchinhos;

### In Pectore
1. Alessandro Sanminiatelli Zabarella (1840–1910), revelado em 1901;
2. Francesco Salesio Della Volpe (1844–1916), revelado em 1901.

## 15 de abril de 1901
1. Donato Maria dell'Olio (1847–1902), arcebispo de Benevento;
2. Sebastiano Martinelli, O.E.S.A. (1848–1918), delegado apostólico nos Estados Unidos;
3. Casimiro Gennari (1839–1914), arcebispo titular de Lepanto;
4. Lev Skrbenský z Hříště (1863–1938), arcebispo de Praga;
5. Giulio Boschi (1838–1920), arcebispo de Ferrara;
6. Agostino Gaetano Riboldi (1839–1902), arcebispo de Ravena;
7. Jan Puzyna de Kosielsko (1842–1911), bispo de Cracóvia;
8. Bartolomeo Bacilieri (1842–1923), bispo de Diocese de Verona;
9. Luigi Tripepi (1836–1906), substituto da Secretaria de Estado;
10. Felice Cavagnis (1841–1906), secretário da Secretaria de Estado

### RevelaçãoIn pectore
1. Alessandro Sanminiatelli Zabarella (1840–1910), in pectore em 1899;
2. Francesco Salesio Della Volpe (1844–1916), in pectore em 1899.

## 22 de junho de 1903
1. Carlo Nocella (1826–1908), patriarca latino de Constantinopla;
2. Beniamino Cavicchioni (1836–1911), prefeito da Congregação para a Educação Católica;
3. Andrea Aiuti (1849–1905), núncio apostólico em Portugal;
4. Emidio Taliani (1838–1907), núncio apostólico na Áustria;
5. Sebastián Herrero Espinosa de los Monteros, C.O. (1822–1903), arcebispo de Valência;
6. Johannes Katschthaler (1832–1914), arcebispo de Salzburg;
7. Anton Hubert Fischer (1840–1912), arcebispo de Colônia.

## Fonte
- List from Biographical Dictionary of the Cardinals of the Holy Roman Church